# Докторове
Докторове — село Старомаяківської сільської громади Березівському районі Одеської області в Україні. Населення становить 179 осіб.
Село внесено до переліку населених пунктів, які потрібно перейменувати згідно із законом «Про засудження комуністичного та націонал-соціалістичного (нацистського) тоталітарних режимів в Україні та заборону пропаганди їхньої символіки».

## Населення
Згідно з переписом УРСР 1989 року чисельність наявного населення села становила 206 осіб, з яких 99 чоловіків та 107 жінок.
За переписом населення України 2001 року в селі мешкало 178 осіб.

### Мова
Розподіл населення за рідною мовою за даними перепису 2001 року:
| Мова       | Відсоток |
| ---------- | -------- |
| українська | 85,47 %  |
| молдовська | 12,85 %  |
| білоруська | 0,56 %   |
| російська  | 0,56 %   |
| інші       | 0,56 %   |